# الکس مایکلیدیس
الکس مایکلیدیس یا الکس میکلیدیس (متولد ۱۹۷۷) یک نویسنده و فیلمنامه نویس بریتانیایی-قبرسی است. نخستین رمان او با نام بیمار خاموش در اولین هفته انتشار رتبه اول پرفروش های نیویورک تایمز را در بخش داستان بدست آورد و در لیست پرفروشترین داستان های آمازون در سال ۲۰۱۹ دوم شد. بیمار خاموشدر بخش بهترین داستان مرموز و تریلر سال ۲۰۱۹، جایزه گودریدز چویس را از آن خود کرد.
مایکلیدیس کار نگارش فیلمنامه شیطانی که می شناسی با بازی لینا اولین، رزاموند پایک و جنیفر لاورنس را به عهده داشته و در گروه نویسندگان فیلم فریبکاری ادامه دارد با بازی اوما تورمن، تیم راث، پارکر پوزی و سوفیا ورگارا بوده است. او در قبرس متولد شد و پدری یونانی و مادری انگلیسی دارد. مایکیلدیس در دانشگاه کمبریج در رشته ادبیات انگلیسی تحصیل کرده است. 